# 명재영
명재영(明在榮)은 대한민국의 브랜드 디자이너. 제주관광대학교 국제학부(창업마케팅과) 교수로 재직 중이다.
홍대 미대 시각디자인과를 졸업했으며 문화체육관광부의 CAST사업의 심사위원 및 자문위원으로 활동하고 있다. 송민호와 청하, 정혁&송해나 등 한류스타 자문위원이다. 조선일보에 따르면 국가과제로 '국가브랜드 성장으로 세계 소프트파워 10위권 내 진입’을 주장했다. YTN 생생경제에 출연해 브랜드경험에 대한 소개를 했다. 매일경제의 경험 디자인 분야 칼럼니스트이다.   
2017년 설립된 브랜드 경험 컨설팅 회사 위디딧(wedidit) 대표. 교육 서비스인 bxd class를 제공하고 있다. bxd는 bx특화 부트캠프 프로그램으로 넓은 의미에서 기존의 디자인 학원을 계승한 형태의 사설교육 서비스로 경험디자인 붐이 불자 이러한 시장의 수요를 파악, 비전공자나 학생을 훈련시켜 경험디자인 커리어로 전환시키는 형태의 교육사업이다.  
2018 와튼스쿨(Wharton School of the University of Pennsylvania)에서 Marketing Course(Barbara E. Kahn, Peter Fader & David Bell)와 Managing Social and Human Capital Course(Michael Useem & Peter Cappelli) 를, 듀크대학교에서 Behavioral Finance(Emma Rasiel) 수료. 
주 학술 영역으로는 디자인씽킹과 행동경제학, 인지심리학 등 여러분야에 걸쳐있다. 홍익대학교의 공식 홍보 모델로 2017년 8월부터 2018년 8월까지 활동했다.
- 행정안전부, 주최 제71주년 제주 4.3추념식 디자인[5](2019)
- 기획재정부, 활력 예산안 정책 홍보[6] 연구 컨설팅 및 타당성 조사(2018)
- 교육부, 한국대학교육협의회의 대학정보공시센터[7] 브랜딩 (2018)
- 문화체육관광부, 송민호, 청하 IP활용 CAST 브랜드 컨설팅 및 심사, 자문의원 활동(2022)
- 코카콜라 Korea, 'Vending Machine' 디자인 개발 및 클럽 'LUCY' 콜라보레이션 기획 (2018)